# COME WITH ME
「COME WITH ME」為日本歌手倖田來未於2003年8月27日發行之8th單曲。

## 解說
- B面曲收錄「real Emotion」與「千言萬語」的英文版。

## 收錄曲目
1. COME WITH ME -Original Mix-
作詞: 倖田來未、作曲＆編曲: h-wonder
チョーヤ「梅ゼリー」廣告曲
2. real Emotion（English Ver.）
3. 千言萬語（English Ver.）
4. real Emotion（DJ MSK Remix）
5. 千言萬語（DJ 19 Remix）
6. COME WITH ME（Instrumental）